# Katbæk
Katbæk (dansk) eller Kattbek (tysk) er navnet på en bebyggelse og et mindre vandløb i Bøglund Kommune i det sydvestlige Angel i Sydslesvig. Den 6,5 km lange å udspringer i et kløft vest for Stolk, løber delvis omkranset af skov og skråninger forbi landsbyerne Bøglund og Katbæk, inden den udmunder i Vedelbækken. På dens nedre løb kort inden udmundigen i Vedelbæk danner Katbækken kommunegrænsen mellem Bøglund og Sønder Farensted.
Ånavnet findes flere gange i Danmark og i Sydslesvig, bl. a. nord for Bøl (Bøl Sogn) og ved Studebøl (Kappel Sogn). Katbæk ved Bøglund nævnes første gang 1621, delvis som Bøglund Å og Katbæk Å. Den ovre løb kaldes på tysk også for Hohlengwässerlauf. Forleddet henføres enten til (hun)kat eller til personnavnet glda. Kati. En mulig motivering for navnet er, at man her har druknet katte.